# Grup Memphis
El Grup Memphis va ser un moviment d'arquitectura i disseny industrial molt influent dels anys 1980, fundat per l'arquitecte i dissenyador Ettore Sottsass l'11 de desembre de 1980. El grup va fer una aproximació al disseny innovadora i creativa, amb peces brillants, acolorides i impactants, dotades de sentit de l'humor, que es contraposaven als dissenys foscos, polits i minimalistes de l'època post-Bauhaus dels anys 1970 que imperava a Europa.
Sottsass va organitzar una reunió amb alguns dissenyadors famosos per a formar un grup de disseny col·laboratiu. Es va anomenar Memphis després que la cançó de Bob Dylan, "Stuck Inside of Mobile with the Memphis Blues Again" sonés repetidament durant aquella tarda. Es va acordar que els integrants es reunirien de nou amb els seus dissenys el febrer de 1981. El resultat va ser un debut molt aclamat al Saló del Moble de Milà, la fira de mobiliari més prestigiosa del món. El grup, que va comptar eventualment amb Michele de Lucchi, Matteo Thun, Xavier Mariscal, Marco Zanini, Aldo Cibic, Andrea Branzi, Barbara Radice, Martine Bedin, George J. Sowden i Nathalie Du Pasquier, es va dissoldre el 1988.

## Influència i llegat
El Grup Memphis va influir dissenyadors com Philippe Starck. A l'Argentina va portar a la creació del Grupo Visiva, fundat per Ricardo Blanco i altres dissenyadors, que produïen objectes amb una estètica en la línia de la del Grup Memphis. També fou la inspiració de les il·lustracions conegudes com a Corporate Memphis, implementades per Facebook i convertides un dels estils més criticats del disseny gràfic.